# David Icke
David Vaughan Icke (* 29. dubna 1952, Leicester) je anglický konspirační teoretik, bývalý fotbalista a sportovní hlasatel.
Jako fotbalista hrál za mládež Coventry City FC a rezervní týmy Oxford United FC a Northampton Town FC, kvůli revmatoidní artitidě však s velkým fotbalem skončil a hrál na půl úvazku třetí ligu za Hereford United FC, ve věku 21 let kariéru ukončil.
Icke v roce 1990 údajně navštívil jasnovidce, který mu řekl, že je na zemi za určitým úkolem a bude dostávat zprávy z duchovního světa. Tvrdil, že svět zasáhnou velké vlny. Vydal přes 20 knih, včetně The Robots' Rebellion (1994), And the Truth Shall Set You Free (1995), The Biggest Secret (1999) a Children of the Matrix (2001).
V některých z nich podporoval výmysl Protokoly sionských mudrců, kvůli tomu mu vydavatel odmítl vydávat knihy.